# 道木広志
道木 広志（どうき ひろし、1963年8月8日 - ）は、日本のラインプロデューサー、監督。東映テレビ・プロダクション製作所次長。北海道出身。日本映画監督協会会員。日本サッカー協会3級審判員。北海道旭川西高等学校、横浜放送映画専門学院卒業。

## 人物
1982年に高校卒業後、横浜放送映画専門学院で学びながら東映東京撮影所にて助監督として活動。1995年の『さすらい刑事旅情編VII』で監督デビュー。以後、はぐれ刑事純情派、はみだし刑事情熱系、刑事部屋～六本木おかしな捜査班～等を監督。2025年『萌え！結婚』(アニメーション)にて劇場映画監督デビュー。

## 参加作品

### テレビ（参加作品）
- メタルヒーローシリーズ：助監督
  - 超人機メタルダー
  - 世界忍者戦ジライヤ
- さすらい刑事旅情編：監督
- はぐれ刑事純情派：監督
- はみだし刑事情熱系：監督
- 刑事部屋～六本木おかしな捜査班～：監督
- 刑事7人 season.8：ラインプロデューサー
- 仮面ライダーシリーズ
  - 仮面ライダー響鬼：助監督
  - 仮面ライダーW：ラインプロデューサー補佐
  - 仮面ライダードライブ：ラインプロデューサー
  - 仮面ライダーゴースト：ラインプロデューサー
  - 仮面ライダーエグゼイド：ラインプロデューサー
  - 仮面ライダービルド：ラインプロデューサー
  - 仮面ライダーセイバー：ラインプロデューサー
- スーパー戦隊シリーズ：ラインプロデューサー
  - 海賊戦隊ゴーカイジャー
  - 特命戦隊ゴーバスターズ
  - 獣電戦隊キョウリュウジャー
  - 烈車戦隊トッキュウジャー
  - 4週連続スペシャル スーパー戦隊最強バトル!!
  - 騎士竜戦隊リュウソウジャー（2019年 - 2020年）

### 映画（参加作品）
- おんな6丁目 蜜の味：助監督
- 麻雀放浪記：助監督
- 結婚案内ミステリー：助監督
- スケバン刑事（劇場版）：助監督
- 仮面ライダーシリーズ
  - 仮面ライダー×仮面ライダー W&ディケイド MOVIE大戦2010：ラインプロデューサー補佐
  - 仮面ライダー×仮面ライダー×仮面ライダー THE MOVIE 超・電王トリロジー：ラインプロデューサー
    - EPISODE RED ゼロのスタートウィンクル
    - EPISODE BLUE 派遣イマジンはNEWトラル
    - EPISODE YELLOW お宝DEエンド・パイレーツ

  - 仮面ライダーW FOREVER AtoZ/運命のガイアメモリ：ラインプロデューサー
  - 仮面ライダー×仮面ライダー オーズ&ダブル feat.スカル MOVIE大戦CORE：ラインプロデューサー
  - オーズ・電王・オールライダー レッツゴー仮面ライダー：ラインプロデューサー
  - 劇場版 仮面ライダーオーズ WONDERFUL 将軍と21のコアメダル：ラインプロデューサー
  - 劇場版 仮面ライダードライブ サプライズ・フューチャー：ラインプロデューサー
  - 仮面ライダー×仮面ライダー ゴースト&ドライブ 超MOVIE大戦ジェネシス：ラインプロデューサー
  - 仮面ライダー1号：ラインプロデューサー
  - 劇場版 仮面ライダーエグゼイド トゥルー・エンディング：ラインプロデューサー
  - 仮面ライダー平成ジェネレーションズ FINAL ビルド&エグゼイドwithレジェンドライダー：ラインプロデューサー
  - 仮面ライダーアマゾンズ THE MOVIE 最後ノ審判（2018年）：ラインプロデューサー
- スーパー戦隊シリーズ：ラインプロデューサー
  - 特命戦隊ゴーバスターズ THE MOVIE 東京エネタワーを守れ!
  - 特命戦隊ゴーバスターズVS海賊戦隊ゴーカイジャー THE MOVIE
  - 劇場版 獣電戦隊キョウリュウジャー ガブリンチョ・オブ・ミュージック
  - 獣電戦隊キョウリュウジャーVSゴーバスターズ 恐竜大決戦! さらば永遠の友よ
  - 騎士竜戦隊リュウソウジャー THE MOVIE タイムスリップ!恐竜パニック!!（2019年）
- 宇宙刑事ギャバン THE MOVIE：ラインプロデューサー
- スーパーヒーロー大戦GP 仮面ライダー3号：ラインプロデューサー
- 萌え！結婚（劇場版アニメーション）監督・脚本・企画・製作・アニメーター

### オリジナルビデオ（参加作品）
- 仮面ライダーW RETURNS：ラインプロデューサー
- 仮面ライダーセイバー 深罪の三重奏：ラインプロデューサー

### ドキュメンタリ（参加作品）
- 18歳のハローワーク：監督・編集

### アニメーション（参加作品）
- デスキャンドル：脚本・監督
- 萌え！結婚：脚本・監督

### 舞台（参加作品）
- 死にたい女達：作・演出
- 萌え！結婚：作・演出

## 出演作品

### テレビ（出演作品）
- 仮面ライダーW - 風麺マスター
- 騎士竜戦隊リュウソウジャー（2019年 - 2020年） - 第29話ゲスト出演[2]（ノンクレジット）、ラーメン店主（第47話）
- 仮面ライダーリバイス - 風の子ラーメン店主（第49話、ノンクレジット）

### 映画（出演作品）
- 仮面ライダー×仮面ライダー×仮面ライダー THE MOVIE 超・電王トリロジー EPISODE RED ゼロのスタートウィンクル
- 仮面ライダー×仮面ライダー オーズ&ダブル feat.スカル MOVIE大戦CORE - 風麺マスター 役
- オーズ・電王・オールライダー レッツゴー仮面ライダー - 風麺マスター 役
- 劇場版 仮面ライダー鎧武 サッカー大決戦!黄金の果実争奪杯!
- 平成仮面ライダー20作記念 仮面ライダー平成ジェネレーションズ FOREVER - 風麺マスター 役

### オリジナルビデオ（出演作品）
- 仮面ライダーW RETURNS 仮面ライダーアクセル - 風麺マスター 役
- リバイスForward 仮面ライダーライブ&エビル&デモンズ（2023年5月10日、東映ビデオ） - ラーメン屋店主 役[3]

### ネットムービー（出演作品）
- 仮面ライダーW FOREVER AtoZで爆笑26連発 - 風麺マスター 役
- 仮面ライダー×スーパー戦隊×宇宙刑事 スーパーヒーロー大戦乙!〜Heroo!知恵袋〜あなたのお悩み解決します! - 風麺マスター 役